# 第一比洛韋日
51°2′22″N 32°46′48″E / 51.03944°N 32.78000°E
第一比洛韋日（烏克蘭語：Біловежі Перші）是烏克蘭北部切爾尼戈夫州尼任區巴赫馬奇市鎮的村莊，始建於十九世紀，面積0.002平方公里，海拔高度141米，2006年人口462。